# لی یانگ-جا (ورزشکار)
لی یانگ-جا (انگلیسی: Lee Young-ja؛ زادهٔ ۵ ژانویهٔ ۱۹۶۴) بازیکن هندبال اهل کره جنوبی است.